# Oligomyrmex butteli
Oligomyrmex butteli är en myrart som först beskrevs av Auguste-Henri Forel 1913.  Oligomyrmex butteli ingår i släktet Oligomyrmex och familjen myror. Inga underarter finns listade i Catalogue of Life.